# Soyuz TMA-18M
Soyuz TMA-18M es un  vuelo espacial de Soyuz previsto para septiembre de 2015 que transportará una nueva nave espacial para los dos miembros de la Expedición 45 a la Estación Espacial Internacional. TMA-18M será el vuelo 127 de la nave espacial Soyuz. La primera tuvo lugar en 1967. Soyuz tiene una vida útil de 210 días en el espacio. El equipo estará compuesto por un comandante ruso acompañado por astronautas daneses y kazajos.  Mogensen se convertirá el primer danés en el espacio con TMA-18M. Aimbétov y Mogensen regresarán a la Tierra con Soyuz TMA-16M después de 10 días.

## Tripulación
| Puesto               | Miembros de la tripulación de despegue        | Miembros de la tripulación de aterrizaje            |
| -------------------- | --------------------------------------------- | --------------------------------------------------- |
| Comandante           | Sergey Volkov, RSA Expedición 45 Tercer vuelo | Sergey Volkov, RSA Expedición 45 Tercer vuelo       |
| Ingeniero de vuelo 1 | Andreas Mogensen, ESA Iriss Primer vuelo      | Mikhail Korniyenko, RSA Expedición 45 Segundo vuelo |
| Ingeniero de vuelo 2 | Aidín Aimbétov, KazKosmos N/A Primer vuelo    | Scott J. Kelly, NASA Expedición 45 Cuarto vuelo     |